# Filipínská vlajka

Filipínská vlajka
Poměr stran: 1:2

Válečná filipínská vlajka
Poměr stran: 1:2

Vlajka Filipín byla přijata byla roku 1946 poté, co země získala samostatnost (předtím Filipíny spadaly pod USA). Původní verze byla navržena v roce 1898 Emiliem Aguinaldem v exilu v Hongkongu a ušita Marcalou de Agonicillou a dalšími. Poslední změna vlajky byla v roce 1998.
Vlajka má podobu listu o poměru stran 1:2 se dvěma vodorovnými pruhy – modrým a červeným – s rovnostranným žerďovým klínem bílé barvy. Uprostřed klínu je vyobrazeno žluté/zlaté slunce s osmi paprsky, které mají tvar meče. Slunce představuje prvních osm zakládajících provincií. V každém rohu klínu jsou zlaté pěticípé hvězdy (s hlavním hrotem směřujícím od vyobrazení slunce), které reprezentují tři hlavní ostrovy Filipín – Luzon, Visayské ostrovy a Mindanao. Bílá barva klínu vyjadřuje rovnost a svornost, modrá mír a spravedlnost a červená udatnost.
Zvláštností filipínské vlajky je skutečnost, že podle rozmístění barevných pruhů indikuje mírový či válečný stav. V době míru je modrý pruh umístěn nahoře nebo při svislém zavěšení vlevo. V době válečného stavu se vlajka zavěšuje obráceně (dole a vpravo).
Vlajka se tvarem a rozvržením velmi podobá české vlajce (rozdíly jsou v poskládání barev, poměru stran vlajky a tvaru klínu – český není rovnostranný a sahá do poloviny vlajky, a ve čtyřech žlutých/zlatých hvězdách).

## Galerie

Rozměry filipínské vlajky
Detail slunce na filipínské vlajce (paprsky 3.75°)
Mylně používaný detail filipínské vlajky (paprsky 5°)
Vertikální zavěšení filipínské vlajky
Vlajka filipínského prezidenta Poměr stran: 2:3
Filipínská lodní vlajka (Naval Jack)[4] Poměr stran: 2:3

## Modrá barva na vlajce
Při vyhlášení První filipínské republiky byla barva na filipínské vlajce světle fialová. Roku 1919 byla přijata vlajka se stejným odstínem námořní modré jako na vlajce Spojených států amerických, jichž byly Filipíny kolonií. Tato vlajka byla s přestávkou v letech japonské okupace používána do roku 1981. Za japonské okupace se používala původní filipínská vlajka s fialovým odstínem horního pruhu. V letech 1981 až 1986 byl modrý odstín pruhu vlajky změněn na světle modrý. Roku 1986 byla opět přijata vlajka s tmavě modrým pruhem. Roku 1998 došlo ke kompromisu a modrý odstín byl změněn na královskou modř.

## Filipínské historické vlajky

Filipínská vlajka (1535–1730), část Místokrálovství Nové Španělsko Poměr stran: 2:3
Španělská vlajka (1730–1761)
Španělská vlajka (1761–1785)
Vlajka Britské Východoindické společnosti (1762–1764) Poměr stran: ~13:22
Vlajka Spojeného království (1762–1764) Poměr stran: 3:5
Španělská vlajka (1785–1873) Poměr stran: 2:3
Španělská vlajka (1873–1874) Poměr stran: 2:3
Španělská vlajka (1874–1898) Poměr stran: 2:3
Filipínská revoluční vlajka (1897–1898)
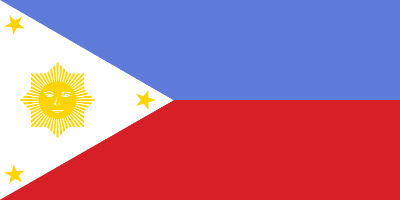
1. verze vlajky První filipínské republiky (1898–1901) Poměr stran: 1:2
2. verze vlajky První filipínské republiky (1898–1901) Poměr stran: 1:2
2. verze vlajky První filipínské republiky (rubová strana) (1898–1901) Poměr stran: 1:2
Americká vlajka, 45 hvězd (1898–1908) Poměr stran: 10:19
Americká vlajka, 46 hvězd (1908–1912) Poměr stran: 10:19
Americká vlajka, 48 hvězd (1912–1946) Poměr stran: 10:19
Filipínská vlajka (1919–1936)
Filipínská vlajka  (1936–1946) Poměr stran: 1:2
Japonská vlajka (1941–1943) Poměr stran: 7:10
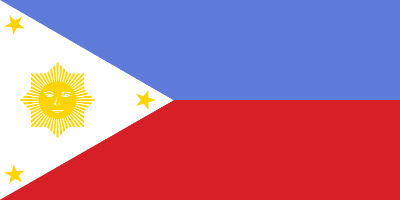
1. varianta vlajky Druhé filipínské republiky (1943–1944) Poměr stran: 1:2
2. varianta vlajky Druhé filipínské republiky (1943–1944) Poměr stran: 1:2
Filipínská vlajka (1944–1985) Poměr stran: 1:2
Filipínská vlajka (1985–1986) Poměr stran: 1:2
Filipínská vlajka (1986–1998) Poměr stran: 1:2